# Астахов (Боковский район)
Астахов — хутор в Боковском районе Ростовской области. Входит в состав Боковского сельского поселения.

## География
Рядом с хутором протекает река Кривая, образуя на юго-западе от него озеро.
На хуторе Астахов имеется одна улица — Садовая.

## Население
| 1989 | 2002 | 2010 |
| ---- | ---- | ---- |
| 157  | ↘155 | ↘111 |

## Достопримечательности
Территория Ростовской области была заселена еще в эпоху неолита. Люди, живущие на древних стоянках и поселениях у рек, занимались в основном собирательством и рыболовством. Степь для скотоводов всех времён была бескрайним пастбищем для домашнего рогатого скота. От тех времен осталось множество курганов с захоронениями  жителей этих мест. Курганы и курганные группы находятся на государственной охране.
Поблизости от территории хутора Астахова Боковского района расположено несколько достопримечательностей – памятников археологии. Они охраняются в соответствии с Федеральным законом от 25.06.2002 N 73-ФЗ "Об объектах культурного наследия (памятниках истории и культуры) народов Российской Федерации", Областным законом от 22.10.2004 N 178-ЗС "Об объектах культурного наследия (памятниках истории и культуры) в Ростовской области", Постановлением Главы администрации РО от 21.02.97 N 51 о принятии на государственную охрану памятников истории и культуры Ростовской области и мерах по их охране и др. 
- Курган «Астахов I». Расположен на расстоянии около 2,5 км к юго-западу от хутора Астахова.
- Курган «Астахов III». Расположен на расстоянии около  0,38 км к востоку от хутора Астахова.
- Курган «Астахов IV». Расположен на расстоянии около 1,0 км к северо-востоку от хутора Астахова.
- Курган «Астахов V». Расположен на расстоянии около  1,2 км к юго-востоку от хутора Астахова.
- Курганная группа «Астахов II» из 2 курганов. Расположена на расстоянии около 1,5 км к западу от хутора Астахова.
- Курганная группа «Астахов VI» (2 кургана). Расположена на расстоянии около 0,5 км к югу от хутора Астахова[4].